# Степаньково (Щёлковский район)
Степаньково — деревня в Щёлковском районе Московской области России, входит в состав городского поселения Фряново. Население — 3 чел. (2010).

## География
Деревня Степаньково расположена на северо-востоке Московской области, в северной части Щёлковского района, примерно в 45 км к северо-востоку от Московской кольцевой автодороги и 31 км от одноимённой железнодорожной станции города Щёлково, в верховье впадающей в Дубенку небольшой речки Бродок бассейна Клязьмы.
В 5 км юго-восточнее деревни проходит Фряновское шоссе Р110, в 16 км к северо-востоку — Московское большое кольцо А108, в 12 км к юго-западу — Московское малое кольцо А107, в 15 км к северо-западу — Ярославское шоссе М8. Ближайшие населённые пункты — деревни Костыши и Маврино.
К деревне приписано два садоводческих товарищества (СНТ).

## Население
| 1852 | 1859 | 1869 | 1886 | 1899 | 1926 | 2002 |
| ---- | ---- | ---- | ---- | ---- | ---- | ---- |
| 131  | ↗143 | ↘109 | ↗112 | ↘59  | ↗130 | ↘4   |
| 2006 | 2010 |      |      |      |      |      |
| →4   | ↘3   |      |      |      |      |      |

## История
В середине XIX века село относилось ко 2-му стану Богородского уезда Московской губернии и принадлежало титулярному советнику Григорьеву и коллежскому асессору Лебедевой. В селе было 23 двора, шёлковая и бумажная фабрика купцов Аникиных; крестьян 59 душ мужского пола и 72 души женского.
В «Списке населённых мест» 1862 года Степаньково (Никольское) — владельческая деревня 2-го стана Богородского уезда Московской губернии по правую сторону Троицкого тракта (из Богородска в Сергиевскую Лавру), в 35 верстах от уездного города и 26 верстах от становой квартиры, при пруде, с 18 дворами, фабрикой и 143 жителями (68 мужчин, 75 женщин).
По данным на 1869 год — сельцо Аксёновской волости 3-го стана Богородского уезда с 24 дворами, 25 деревянными домами, хлебным запасным магазином и 109 жителями (47 мужчин, 62 женщины), из которых 2 грамотных. Имелось 4 лошади и 8 единиц рогатого скота.
В 1913 году — 33 двора.
По материалам Всесоюзной переписи населения 1926 года — деревня Гаврилковского сельсовета Аксёновской волости Богородского уезда в 6 км от Фряновского шоссе и 36 км от станции Щёлково Северной железной дороги, проживало 130 жителей (59 мужчин, 71 женщина), насчитывалось 29 хозяйств (25 крестьянских), имелась школа 1-й ступени, работала кустарная ткацкая артель.
С 1929 года — населённый пункт Московской области в составе:
- Гаврилковского сельсовета Щёлковского района (1929—1954)[17],
- Головинского сельсовета Щёлковского района (1954—1959, 1960—1963, 1965—1994)[18][19][20],
- Головинского сельсовета Балашихинского района (1959—1960)[18][21],
- Головинского сельсовета Мытищинского укрупнённого сельского района (1963—1965)[22],
- Головинского сельского округа Щёлковского района (1994—2006)[20],
- городского поселения Фряново Щёлковского муниципального района (2006 — н. в.)[23][24].